# 特羅斯多夫
特罗斯多夫（德語：Troisdorf，發音：[ˈtʁoːsdɔʁf] ⓘ）是德国北莱茵-威斯特法伦州科隆行政区莱茵-锡格县的城市，面积62平方千米，2023年12月31日人口为76,503人。